# オール・ネイションズ

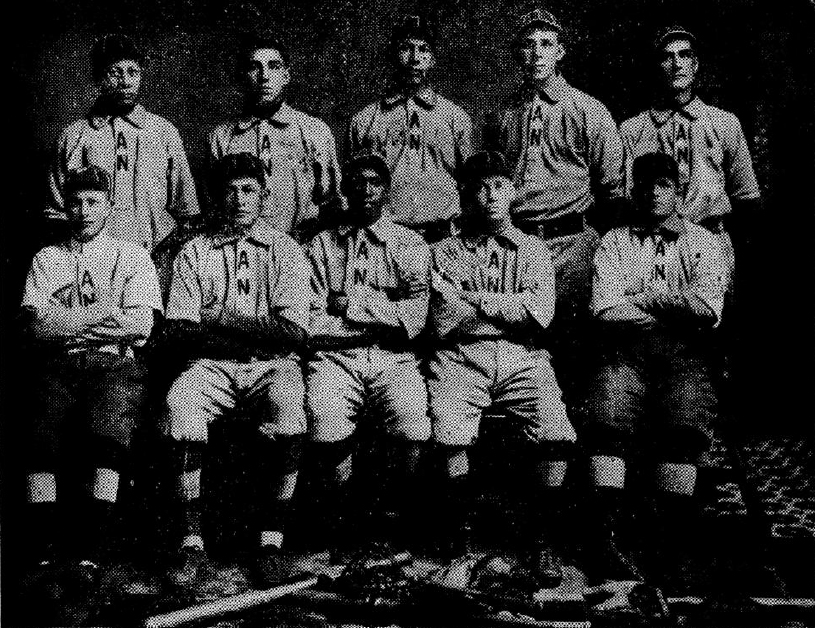
1914年のオール・ネイションズの選手たち。

オール・ネイションズ（All Nations）は、1912年から1918年にかけて、その後また1920年、1921年、さらに1923年から1925年にかけて、アメリカ合衆国中西部を巡業して回ったプロ野球の球団。球団名は、チーム内に黒人、白人のみならず、インディアン、ハワイ人、日本人、ラテン・アメリカ人などを、多様な国籍、民族性の選手を抱えていたことに由来する。

## 球団史
球団を創設したのは、スポーツ用品店ホプキンス・ブラザース (the Hopkins Brothers) であった。ところがある時、チームの監督が、入場料金の徴収で不正を働いて姿をくらましてしまった。選手のひとりだったJ・L・ウィルキンソンが、代わりの監督となり、その後さらにオーナーにもなった。チームは、ミズーリ州カンザスシティやアイオワ州デモインを拠点としていた。
ウィルキンソン監督の下、オール・ネイションズがとった試合に向かう姿勢は、真剣なものであり、エイブ・セイパースタイン流の滑稽な茶番を演じていた他の多くのチームとは異なっていた。それでも、観衆のために野球以外の付加的な娯楽の要素は用意されており、試合前にはダンスバンドの演奏があり、試合後には捕手だったベン・リーヴスなどがレスリングを披露した。
ウィルキンソンは、25,000ドルで用意した寝台車で、チームを移動させていたが、これには試合の際に設置する可搬式の仮設観覧席 (bleacher) も積み込まれていた。ウィルキンソンは、選手に宿泊費を払わず、試合の前夜には翌日試合をする球場にテントを持参して、選手たちをそこで寝かせた。
『Sporting Life』紙によれば、ウィルキンソン監督の下で、チームは「大リーグのどのクラブとも互角に戦えるほど強く (strong enough to give any major league club a nip and tuck battle)」なったという。1916年には、いずれも当時の強豪チームであった、インディアナポリスABCズを3対1で破り、シカゴ・アメリカン・ジャイアンツとの連戦もおこなった。
第一次世界大戦中は、有力な選手の多くが徴兵されて運営が困難になり、1918年には球団が解散した。1920年にニグロナショナルリーグの設立とともに、ウィルキンソンがオーナーとなってカンザスシティ・モナークスが結成された際には、オール・ネイションズの選手が数多く参加した。
その後、1923年から1924年にかけて、投手だったジョン・ドナルドソンが監督となり、オール・ネイションズとして活動した。この時点でもオーナーはJ・L・ウィルキンソンであり、チームは経験不足な選手の練習や、新たな才能の発掘を主眼に、本拠地を持たないトラベリング・チームとして中西部で活動した。

## おもな選手
- ジョン・ドナルドソン（英語版）[4]
- ホセ・メンデス
- ベン・リーヴス（英語版）[4]
- サム・クロフォード（英語版）[3]
- クリストバル・トリエンテ
- ディンク・モセル（英語版）[3]
- ニュート・アレン（英語版）
- エルマー・ブランデル（英語版）[6]
- サム・クロウ（英語版）
- フランク・ブラットナー（英語版）
- クラレンス・コールマン（英語版）
- デシデリオ・エルナンデス（英語版）
- ジミー・ライオンズ（英語版）
- ハーレー・マクネア（英語版）
- ウィリアム・"パンク"・ドレーク（英語版）
- フックス・フォアマン（英語版）
- ウィリアム・ベル（英語版）
- ブレット・ローガン
- バブルス・アンダーソン（英語版）
- ボビー・マーシャル（英語版）

## 日本人選手「ジャップ・ミカド」
オール・ネイションズには、日本人選手もおり、「ジャップ・ミカド」として登録されていたとされる。この日本人選手は三神吾朗であり、日本人として最初にプロ野球選手となった人物と考えられることが、1996年の佐山和夫の著書『「ジャップ・ミカド」の謎』で唱えられた。
ただし、「ジャップ・ミカド」という名前は三神以前より、チームに所属していた東洋人が代々名乗っていたものであったことがのちに分かっており、その東洋人が三神とは別の日本人であった可能性も指摘されている。